# 赤ひげ (2002年のテレビドラマ)
『赤ひげ』（あかひげ）は、フジテレビ系列「ゴールデンシアター」枠で2002年12月28日に放送されたスペシャル時代劇ドラマ。黒澤明監督の1965年の映画『赤ひげ』のリメイク。

## キャスト
- 新出去定（赤ひげ） - 江口洋介
- 保本登 - 伊藤英明
- 森半太夫 - 山田孝之
- お杉 - 星野真里
- おゆみ - ともさかりえ
- おくに - 松下由樹
- おとよ - 鈴木杏
- 六助 - 上田耕一
- おたけ - 鷲尾真知子
- おとく - 片桐はいり
- おかつ - 広岡由里子
- ちぐさ - 中山忍
- 松平壱岐 - 田窪一世
- 長次の母 - 秋山菜津子
- おきん - 浅野ゆう子
- 五平次 - 火野正平
- おこと - 山口美也子
- 松本三佐衛門 - 石橋蓮司
- 津川玄三 - 原田泰造
- まさえ - 長谷川京子
- 利兵衛 - 小野武彦
- 登の父 - 神山繁
- 登の母 - 八千草薫
- おなか - 宮沢りえ
- 佐八 - 小林薫

ほか

## スタッフ
- 原作：山本周五郎『赤ひげ診療譚』
- 演出：河毛俊作
- 脚本：井手雅人、小国英雄、菊島隆三、黒澤明（※オリジナル脚本）
- 脚本協力：伊川尚孝
- 音楽：石田勝範
- プロデューサー：保原賢一郎、西岡善信、酒井実
- 企画協力：黒澤プロダクション
- 制作協力：映像京都
- 制作：フジテレビ

## 関連商品
未公開シーンを20分加えたディレクターズカット版ビデオが 2003年5月21日にポニーキャニオンから発売された。
VHS
- 赤ひげ ディレクターズカット 完全版（2003年5月21日、ポニーキャニオン、PCVC-31312）

## その他
映画版では撮影セットで大音量で流されテーマ曲の素地ともなったベートーヴェンの「第九」に対し、ドラマ版の音楽はモーツァルトの「アヴェ・ヴェルム・コルプス」がモティーフとして使われた。